# 立花種長
立花 種長（たちばな たねなが）は、筑後国三池藩の第2代藩主。

## 生涯
寛永2年（1625年）8月、初代藩主・立花種次の長男として生まれる。寛永7年（1630年）、父の死去により家督を継ぐ。寛永14年（1637年）の島原の乱では幼少のため、叔父の立花忠茂が代理として出陣している。
成長してからは藩政を取り仕切り、島原の乱後から行なわれた踏絵、宗門改めを強化した。さらに三代官制を五代官制に改めて農民統制を強化した（承応元年（1652年）に三代官制に再編）。その一方で家臣・平塚信昌を重用して早鐘地を築き、通水用の早鐘眼鏡橋（国の重要文化財）を架橋するなど、藩政の確立に尽力した。万治3年（1660年）、12月28日に従五位下、和泉守に叙任する。
天和2年（1682年）2月27日、長男・種明に家督を譲って隠居し、道運と号した。宝永8年（1711年）2月1日に三池で死去した。享年87。

## 系譜
子女は8男7女
父母
- 立花種次（父）
- 青樟院 ー 佐久間勝之の娘（母）

正室、継室
- 浄光院 ー 市橋長政の娘（正室）
- 高岳院 ー 小出吉英の四女（継室）

子女
- 立花種明（長男）生母は浄光院（正室）
- 立花種澄（次男）生母は浄光院（正室）
- 三原種義
- 立花種久
- 立花種要
- 立花正明
- 屋山宗之
- 玉泉院 ー 立花茂高室
- 屋山孟貞の養女